# Ohnenheim
Ohnenheim [onənaim] (Uune en alsacien) est une commune française située dans la circonscription administrative du Bas-Rhin et, depuis le 1er janvier 2021, dans le territoire de la Collectivité européenne d'Alsace, en région Grand Est.
Cette commune se trouve dans la région historique et culturelle d'Alsace.

## Géographie

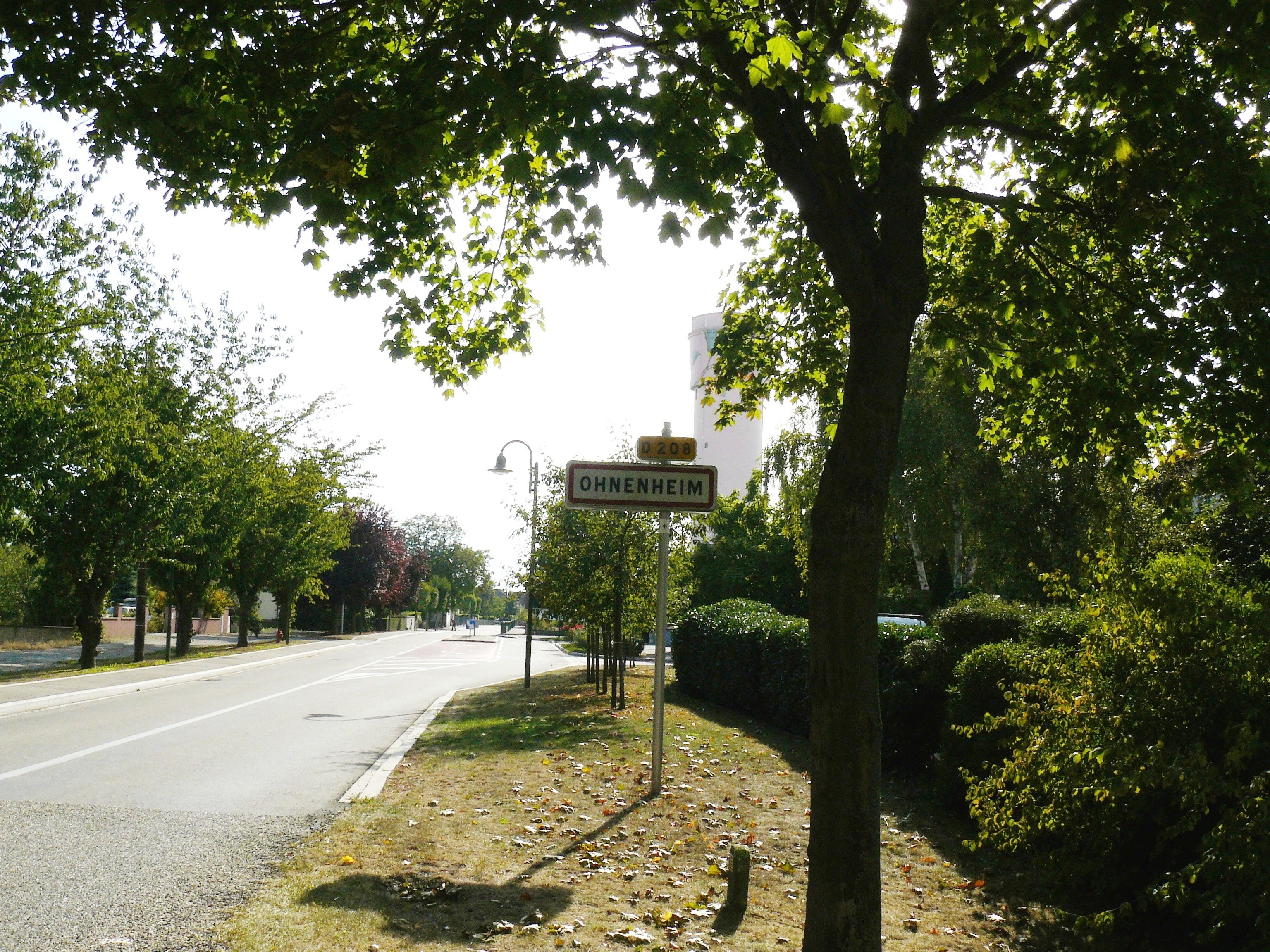
Entrée du village d'Ohnenheim.

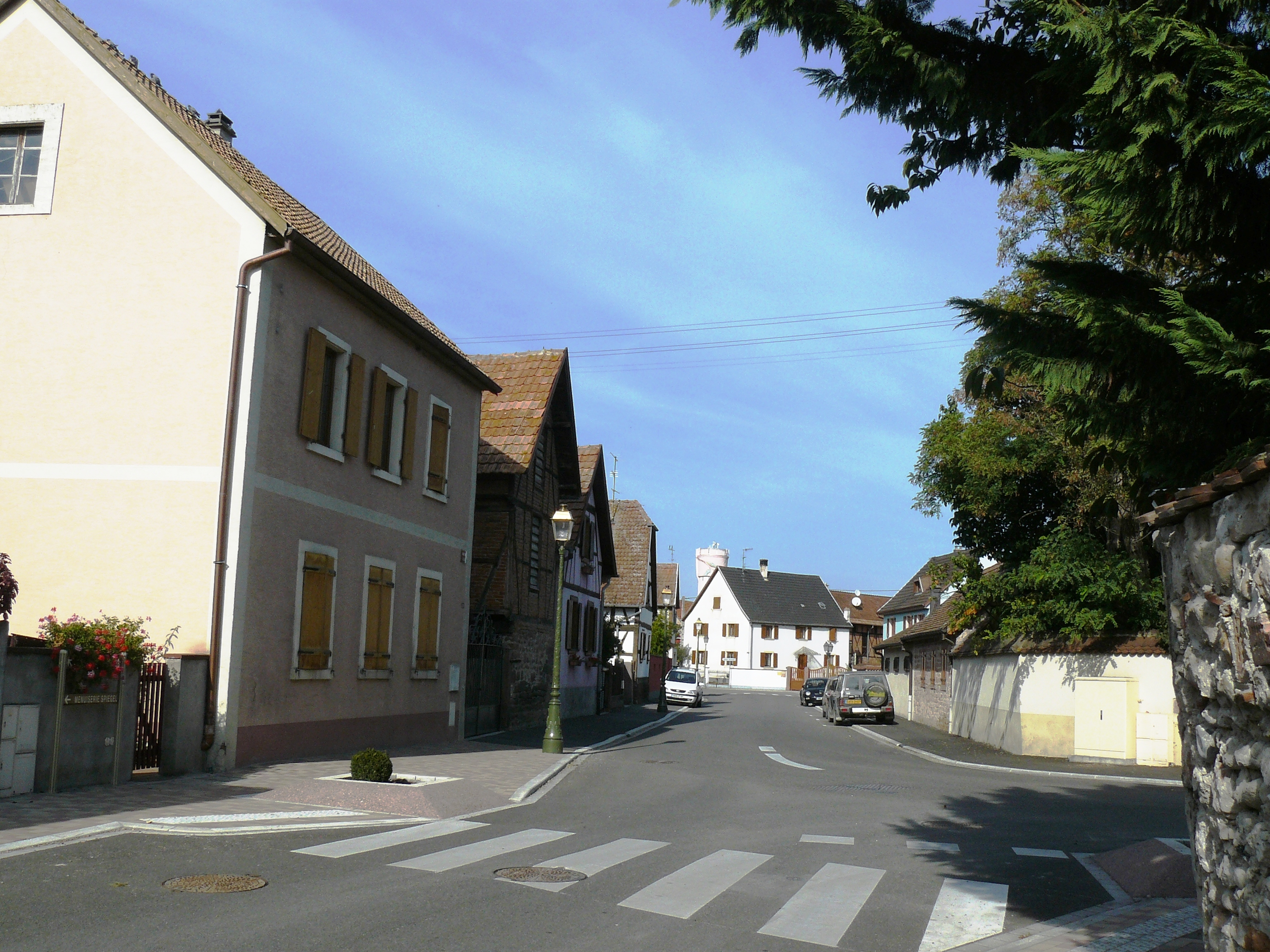
L'artère principale du village d'Ohnenheim.

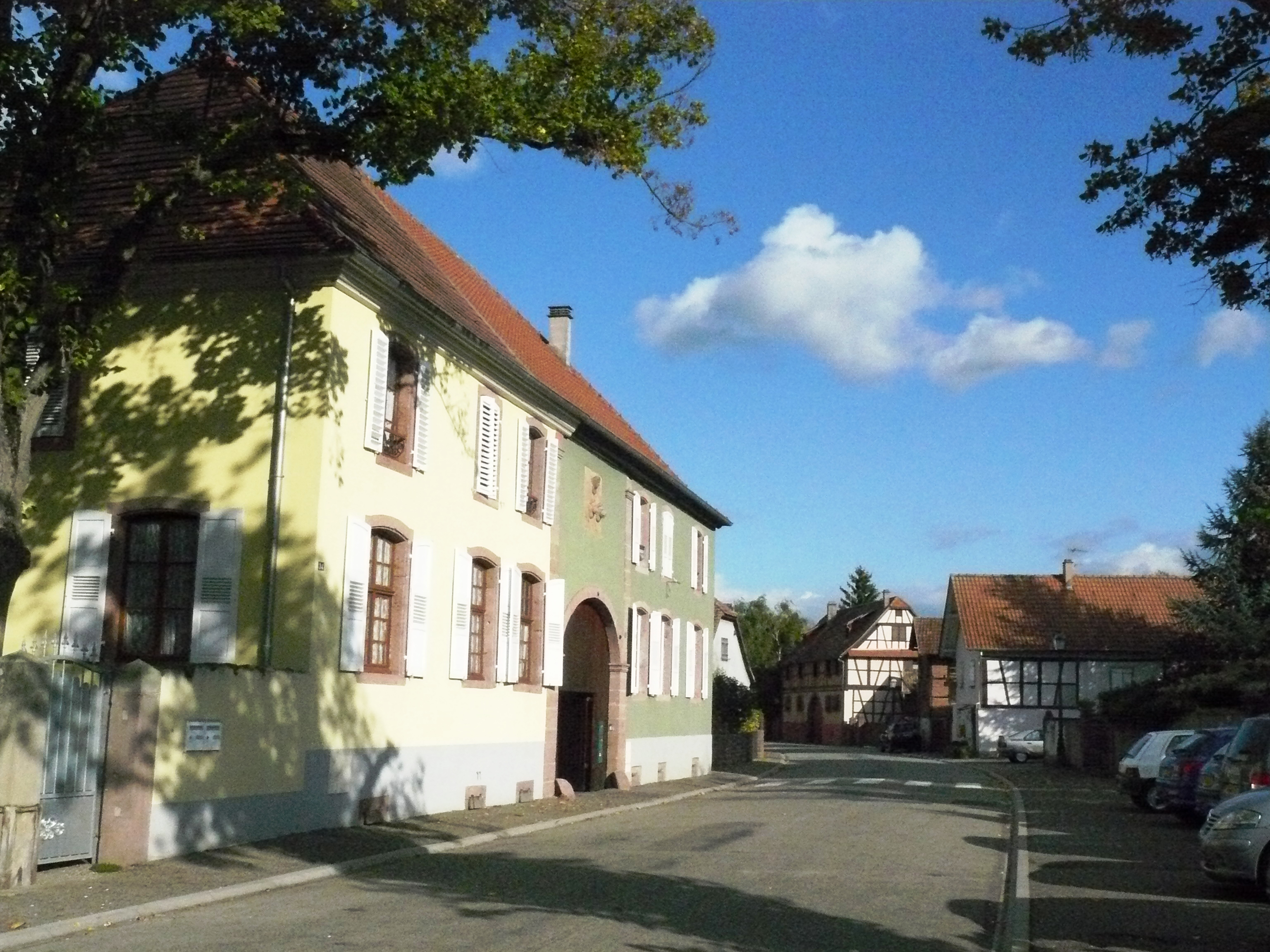
Maison de la Dîme (XVIIIe siècle), 32 rue de l'Église à Ohnenheim.

Village faisant partie du canton de Marckolsheim et de l'arrondissement de Sélestat-Erstein qui est situé entre Elsenheim et Heidolsheim.

### Cours d'eau
- La Blind.

### Toponymie
- Onenhaim, 673 ;
- Hononheim, 896, (du celtique ionàn, petit endroit).

### Villes les plus proches
- Heidolsheim, 2,1 km
- Elsenheim, 2,5 km
- Marckolsheim, 3,5 km
- Hessenheim, 4,3 km
- Mackenheim, 4,3 km
- Grussenheim, 4,4 km
- Bootzheim, 4,9 km
- Mussig, 5,1 km
- Illhaeusern, 5,4 km
- Artolsheim, 5,6 km
- Baldenheim, 6,5 km
- Bœsenbiesen, 6,5 km
- Jebsheim, 7 km
- Schwobsheim, 7,5 km
- Riedwihr, 7,8 km
- Artzenheim, 8 km
- Guémar, 8,2 km
- Sélestat, 9,3 km
- Muntzenheim, 9,4 km

| Sélestat              | Heidolsheim | Hessenheim   |
| Guémar Haut-Rhin      | Ohnenheim   | Mackenheim   |
| Illhaeusern Haut-Rhin | Elsenheim   | Marckolsheim |

### Hydrographie

#### Réseau hydrographique
La commune est dans le bassin versant du Rhin au sein du bassin Rhin-Meuse. Elle est drainée par le ruisseau la Blind, le ruisseau le Blindengraben et le ruisseau le Scheidgraben,.
La Blind, d'une longueur de 22 km, prend sa source dans la commune de Muntzenheim et se jette  dans l'Ill à Muttersholtz, après avoir traversé douze communes. 

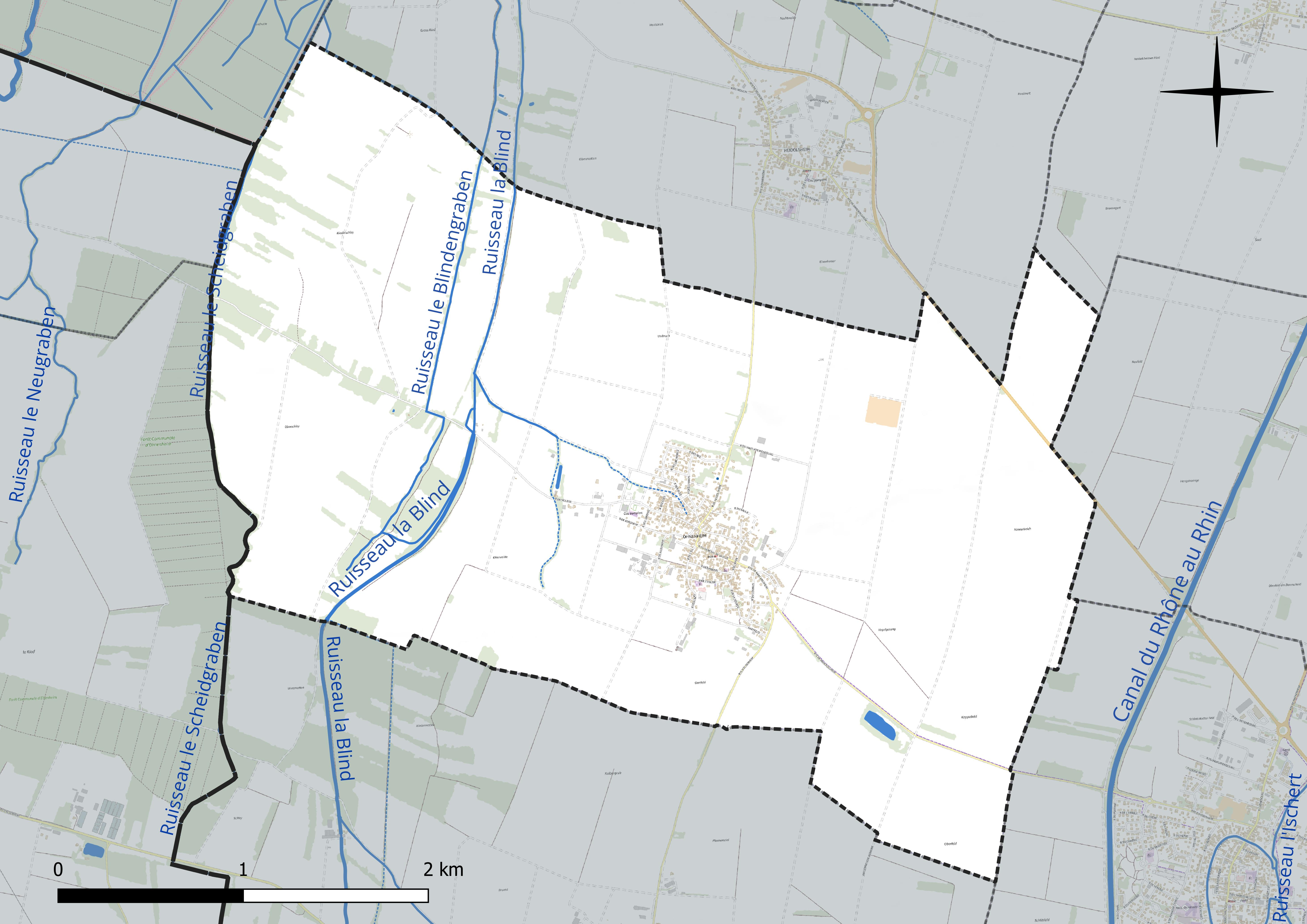
Réseau hydrographique d'Ohnenheim.

#### Gestion et qualité des eaux
Le territoire communal est couvert par le schéma d'aménagement et de gestion des eaux (SAGE) « Ill Nappe Rhin ». Ce document de planification concerne la nappe phréatique rhénane, les cours d'eau de la plaine d'Alsace et du piémont oriental du Sundgau, les canaux situés entre l'Ill et le Rhin et les zones humides de la plaine d'Alsace. Le périmètre s’étend sur 3 596 km2. Il a été approuvé le 17 janvier 2005. La structure porteuse de l'élaboration et de la mise en œuvre est la région Grand Est. 
La qualité des cours d’eau peut être consultée sur un site dédié géré par les agences de l’eau et l’Agence française pour la biodiversité.

#### Risques d'inondation
La vallée de l'Ill comme l'ensemble du département a connu plusieurs inondations importantes. On peut citer au 20e siècle, les crues de 1910, 1919, 1947, 1955, 1983 et 1990 notamment qui ont causé de nombreux dégâts (destructions de ponts, inondations de zones industrielles et d’ agglomérations). Les inondations de l'Ill ont lieu essentiellement en période hivernale et printanière à la suite de pluies abondantes parfois associées à la fonte du manteau neigeux. Les crues de 1983 et de 1990 ont présenté une période de retour entre 20 et 50 ans. Afin d'anticiper et de gérer une éventuelle inondation, un Plan de prévention des risques d'inondation de l'lll  a été approuvé par arrêté préfectoral le 30 janvier 2020. 
23 % de la superficie du ban communal sont concernés par le risque inondation. Les zones inondables correspondent à des zones naturelles et agricoles préservées pour l'expansion des crues.

### Climat
Pour des articles plus généraux, voir Climat du Grand Est et Climat du Bas-Rhin.
En 2010, le climat de la commune est de type climat océanique altéré, selon une étude du Centre national de la recherche scientifique s'appuyant sur une série de données couvrant la période 1971-2000. En 2020, Météo-France publie une typologie des climats de la France métropolitaine dans laquelle la commune est exposée à un climat semi-continental et est dans la région climatique  Alsace, caractérisée par une pluviométrie faible, particulièrement en automne et en hiver, un été chaud et bien ensoleillé, une humidité de l’air basse au printemps et en été, des vents faibles et des brouillards fréquents en automne (25 à 30 jours). 
Pour la période 1971-2000, la température annuelle moyenne est de 10,5 °C, avec une amplitude thermique annuelle de 17,8 °C. Le cumul annuel moyen de précipitations est de 551 mm, avec 7,6 jours de précipitations en janvier et 9 jours en juillet. Pour la période 1991-2020, la température moyenne annuelle observée sur la station météorologique de Météo-France la plus proche, « Sélestat Sa », sur la commune de Sélestat à 9 km à vol d'oiseau, est de 11,4 °C et le cumul annuel moyen de précipitations est de 621,1 mm. 
La température maximale relevée sur cette station est de 39,3 °C, atteinte le 13 août 2003 ; la température minimale est de −17 °C, atteinte le 20 décembre 2009,,. 
Les paramètres climatiques de la commune ont été estimés pour le milieu du siècle (2041-2070) selon différents scénarios d'émission de gaz à effet de serre à partir des nouvelles projections climatiques de référence DRIAS-2020. Ils sont consultables sur un site dédié publié par Météo-France en novembre 2022.

## Urbanisme

### Typologie
Au 1er janvier 2024, Ohnenheim est catégorisée bourg rural, selon la nouvelle grille communale de densité à sept niveaux définie par l'Insee en 2022.
Elle est située hors unité urbaine. Par ailleurs la commune fait partie de l'aire d'attraction de Sélestat, dont elle est une commune de la couronne,. Cette aire, qui regroupe 37 communes, est catégorisée dans les aires de 50 000 à moins de 200 000 habitants,.

### Occupation des sols
L'occupation des sols de la commune, telle qu'elle ressort de la base de données européenne d’occupation biophysique des sols Corine Land Cover (CLC), est marquée par l'importance des territoires agricoles (89,9 % en 2018), une proportion sensiblement équivalente à celle de 1990 (90,3 %). La répartition détaillée en 2018 est la suivante : terres arables (63,2 %), zones agricoles hétérogènes (26,7 %), zones urbanisées (6,2 %), forêts (3,9 %). L'évolution de l’occupation des sols de la commune et de ses infrastructures peut être observée sur les différentes représentations cartographiques du territoire : la carte de Cassini (XVIIIe siècle), la carte d'état-major (1820-1866) et les cartes ou photos aériennes de l'IGN pour la période actuelle (1950 à aujourd'hui).

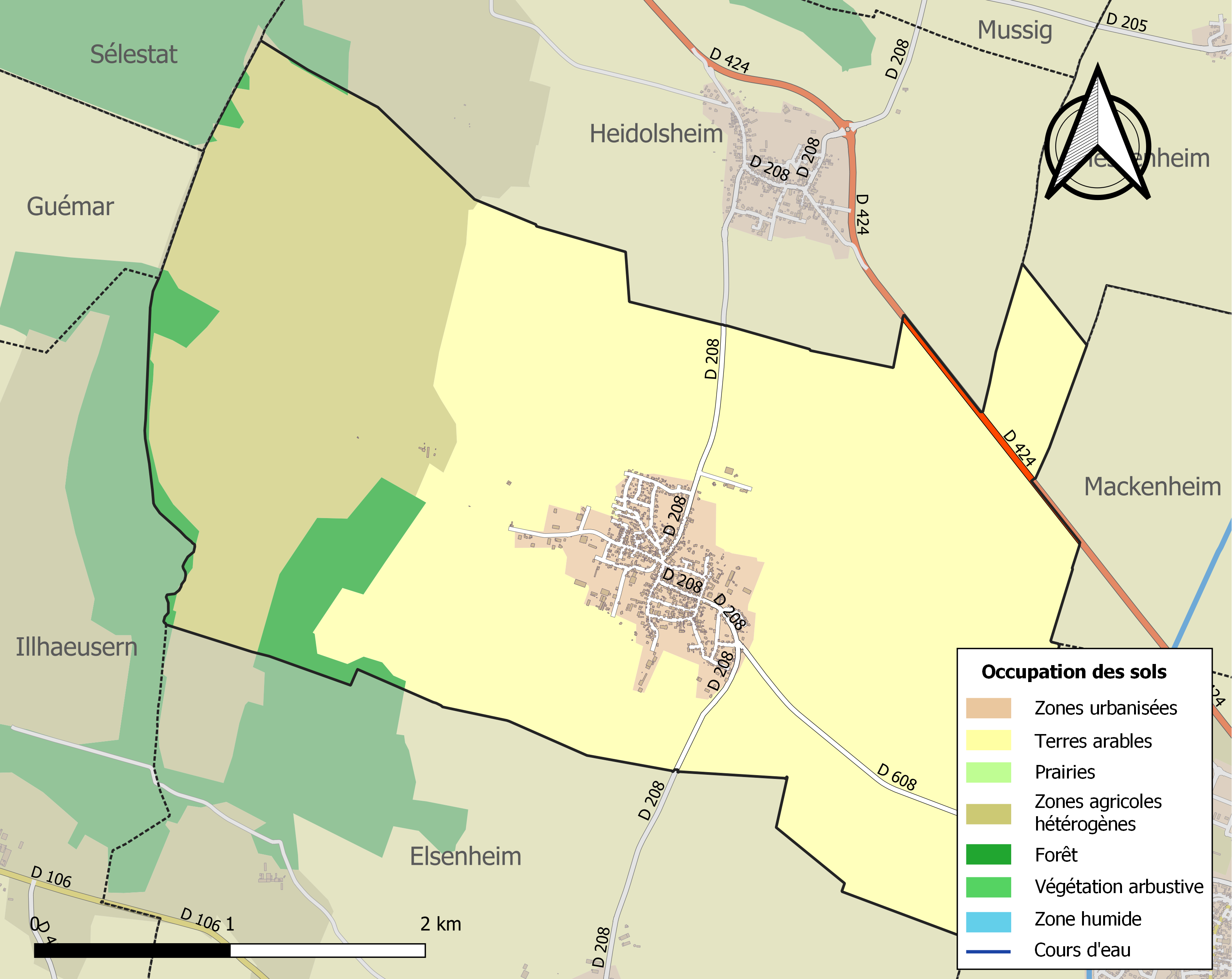
Carte des infrastructures et de l'occupation des sols de la commune en 2018 (CLC).

## Histoire
Ohnenheim partage avec Heidolsheim une immense nécropole celte où des dizaines de tumuli ont été mis au jour, livrant notamment  des tuiles romaines, et à 30 cm sous terre une couche de béton sur un pavé de cailloux (tumuli). Les fouilles ont également livré des restes d'un char princier en bois daté du début du VIe siècle av. J.-C., dont la reconstitution se trouve au musée de Strasbourg et une copie au musée archéologique de Mayence (Allemagne). D'autres découvertes de l'époque romaine attestent de la continuité de l'occupation du site.
Childéric II conféra en 673 à l'abbaye de Saint-Grégoire à Munster, les villages d'Ohnenheim et de Muntzenheim. L'abbaye d'Ebersmunster possède également des biens dans la localité dès le XIIe siècle. En 1301 le village appartient aux Geroldseck, puis il passe aux Ribeaupierre, qui l'intègrent au bailliage de Guémar jusqu'à la Révolution. Majoritairement catholique, Ohnenheim est cependant, à la fin du XVIIe siècle, la commune d'Alsace qui occupe le plus grand nombre d'anabaptistes, après Sainte-Marie-aux-Mines. En 1660 eut lieu dans une ferme isolée d'Ohnenheim (actuellement un moulin) la signature de la Convention de foi commune des Amish toujours en vigueur actuellement dans les communautés américaines.
Le sobriquet traditionnel des Ohnenheimois dans les villages avoisinants était jusque dans les années 1970 "D'Schleibinzel", peut-être du mot germanique "Schleie", désignant la tanche, avec le suffixe "binzel" d'etymologie moins claire.

### Héraldique
| Blason de Ohnenheim | Blason  | D'azur aux deux étoiles d'or rangées en chef soutenues d'un croissant d'argent. |
| Blason de Ohnenheim | Détails |                                                                                 |

## Politique et administration
| Période                                  | Période  | Identité           | Étiquette | Qualité    |
| ---------------------------------------- | -------- | ------------------ | --------- | ---------- |
| vers 1700                                | ?        | Jean Gaspard Graff |           |            |
| avant 1981                               | ?        | Roland Schmitt     |           |            |
| mars 2001                                | mai 2020 | Rémy Stoecklé      |           | Professeur |
| mai 2020                                 | En cours | Jacqueline Schunck |           |            |
| Les données manquantes sont à compléter. |          |                    |           |            |

## Démographie
L'évolution du nombre d'habitants est connue à travers les recensements de la population effectués dans la commune depuis 1793. Pour les communes de moins de 10 000 habitants, une enquête de recensement portant sur toute la population est réalisée tous les cinq ans, les populations de référence des années intermédiaires étant quant à elles estimées par interpolation ou extrapolation. Pour la commune, le premier recensement exhaustif entrant dans le cadre du nouveau dispositif a été réalisé en 2008.

En 2022, la commune comptait 1 155 habitants, en évolution de +13,79 % par rapport à 2016 (Bas-Rhin : +3,17 %, France hors Mayotte : +2,11 %).
| 1793 | 1800 | 1806 | 1821 | 1831 | 1836 | 1841 | 1846 | 1851 |
| ---- | ---- | ---- | ---- | ---- | ---- | ---- | ---- | ---- |
| 576  | 623  | 651  | 813  | 829  | 820  | 854  | 905  | 952  |

| 1856 | 1861 | 1866 | 1871 | 1875 | 1880 | 1885 | 1890 | 1895 |
| ---- | ---- | ---- | ---- | ---- | ---- | ---- | ---- | ---- |
| 934  | 917  | 947  | 931  | 881  | 913  | 868  | 842  | 863  |

| 1900 | 1905 | 1910 | 1921 | 1926 | 1931 | 1936 | 1946 | 1954 |
| ---- | ---- | ---- | ---- | ---- | ---- | ---- | ---- | ---- |
| 881  | 905  | 871  | 790  | 789  | 756  | 725  | 701  | 669  |

| 1962 | 1968 | 1975 | 1982 | 1990 | 1999 | 2006 | 2008 | 2013 |
| ---- | ---- | ---- | ---- | ---- | ---- | ---- | ---- | ---- |
| 703  | 685  | 632  | 587  | 629  | 721  | 825  | 855  | 958  |

| 2018  | 2022  | - | - | - | - | - | - | - |
| ----- | ----- | - | - | - | - | - | - | - |
| 1 050 | 1 155 | - | - | - | - | - | - | - |

## Lieux et monuments

### Les tumuli de l'Age du Fer d'Ohnenheim
Les plus anciens monuments de la commune sont sans conteste les tumuli d'Ohnenheim. L'un d'entre eux s'est révélé en 1917 receler les débris d'une tombe à char hallstattienne, dont le char aujourd'hui célèbre a été reconstitué par R. Forres (Musée archéologique de Strasbourg). Une reconstitution du char se trouve également au musée archéologique de Mayence (Allemagne). Ils ont également livré des bijoux en or (exposés au Musée national de préhistoire de Saint-Germain-en-Laye (Yvelines).

### Église catholique Saint-Grégoire
L'église paroissiale dépend d'abord de l'abbaye du val Saint-Grégoire, dans la vallée de Munster. Cette église est mentionnée depuis 1371. Le plus ancien titre concernant l'église d'Ohnenheim porte la date du 15 décembre 1446. Le concile de Bâle, sur la requête des religieux de Munster, chargea l'évêque de Bâle de vérifier la situation économique du monastère délabré, dont les revenus ne dépassaient alors pas 100 marcs, et de lui adjoindre ensuite l'église d'Ohnenheim. À la suite de cette décision, le 31 janvier 1447, Frédéric, évêque de Bâle, communiqua le mandement du concile de l'évêque Robert de Strasbourg dans le diocèse duquel Ohnenheim était située, ainsi qu'à son conseil de fabrique et à ses paroissiens, les priant de faire du dit mandement toute publication utile et invitant les intéressés à comparaître devant le tribunal de son diocèse. L'évêque de Strasbourg donna son consentement le 30 mars 1447 se réservant toutefois le droit de nommer le vicaire qui lui serait présenté par l'abbé de l'abbaye de Munster. De cette époque subsiste encore la base du clocher du XIIIe siècle, dont la clé de voûte présente les armoiries des sires de Ribeaupierre. Le reste du bâtiment remonte au XVIIIe siècle. Un tableau qui se trouve dans la nef porte la signature de l'un des membres de la célèbre famille de peintres Daniche. Il existe dans l'église un riche mobilier, notamment une Vierge à l'Enfant en tilleul polychrome du XVIe siècle, des fonts baptismaux en grès sculptés du XVIIe siècle, ainsi qu'une patène en argent doré du siècle suivant. Les dimensions du presbytère rappellent  l'importance de la localité et de sa paroisse.

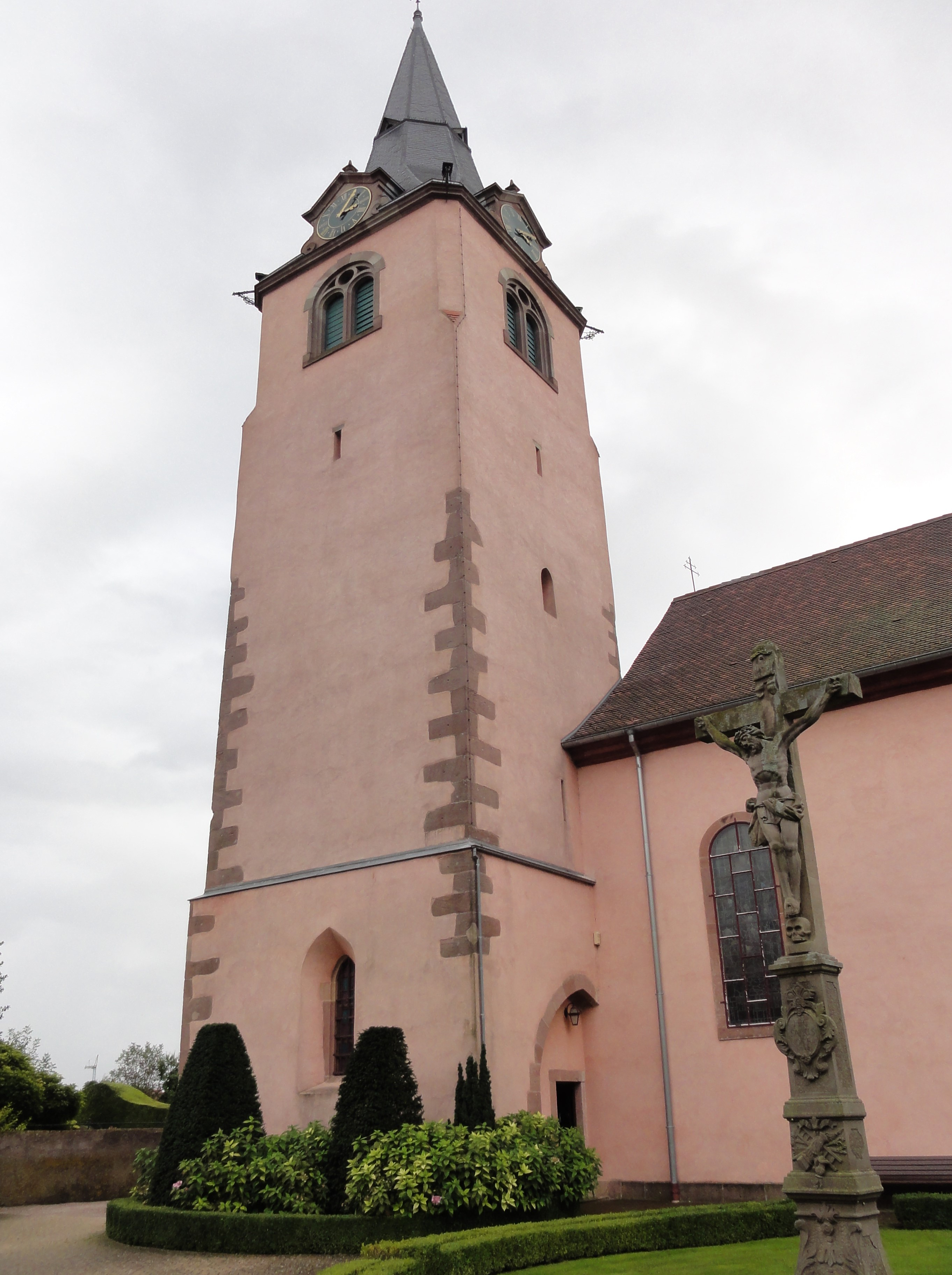
Église catholique Saint-Grégoire.
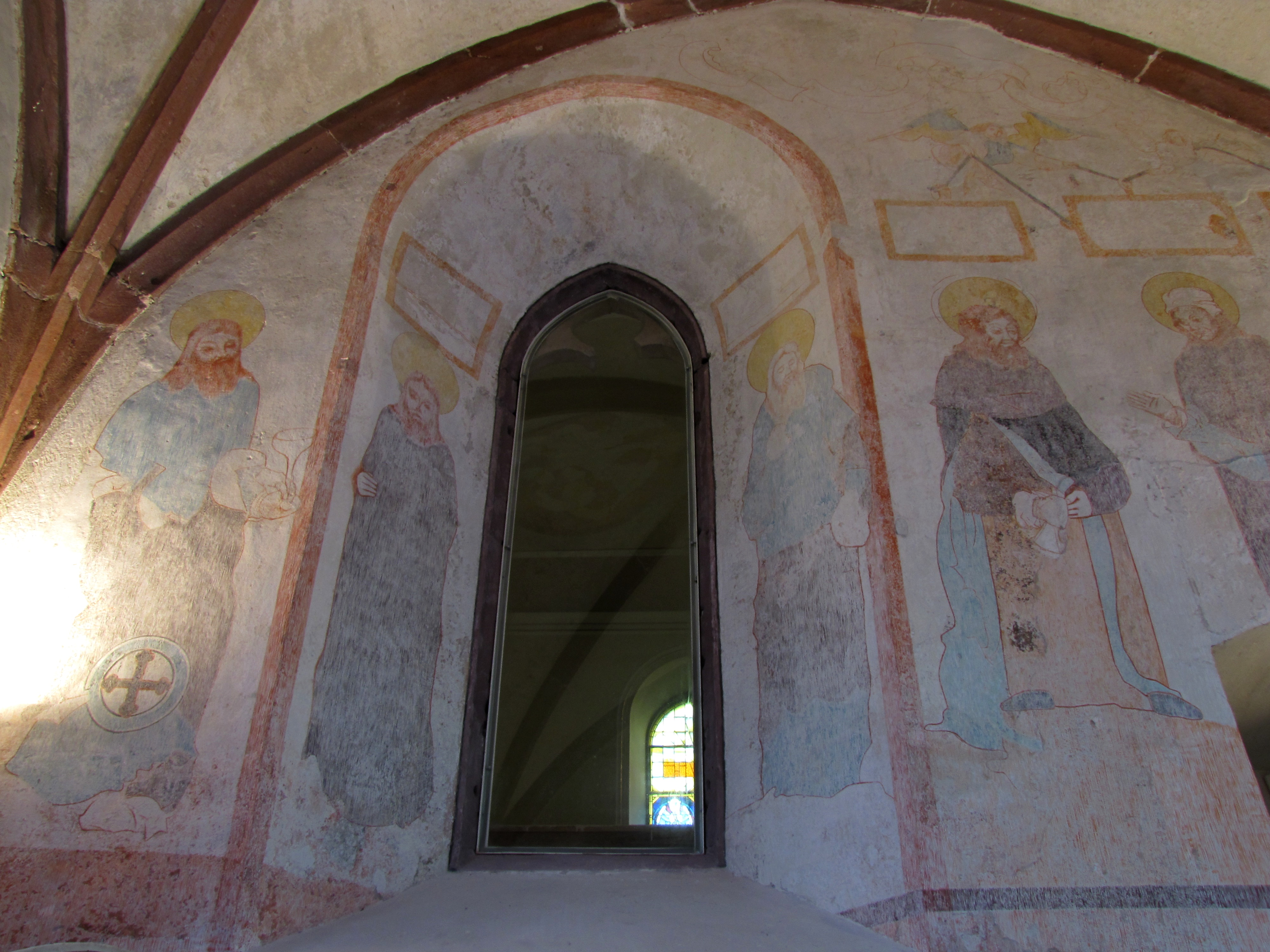
Fresques gothiques (XVe-XVIe ?) : apôtres.
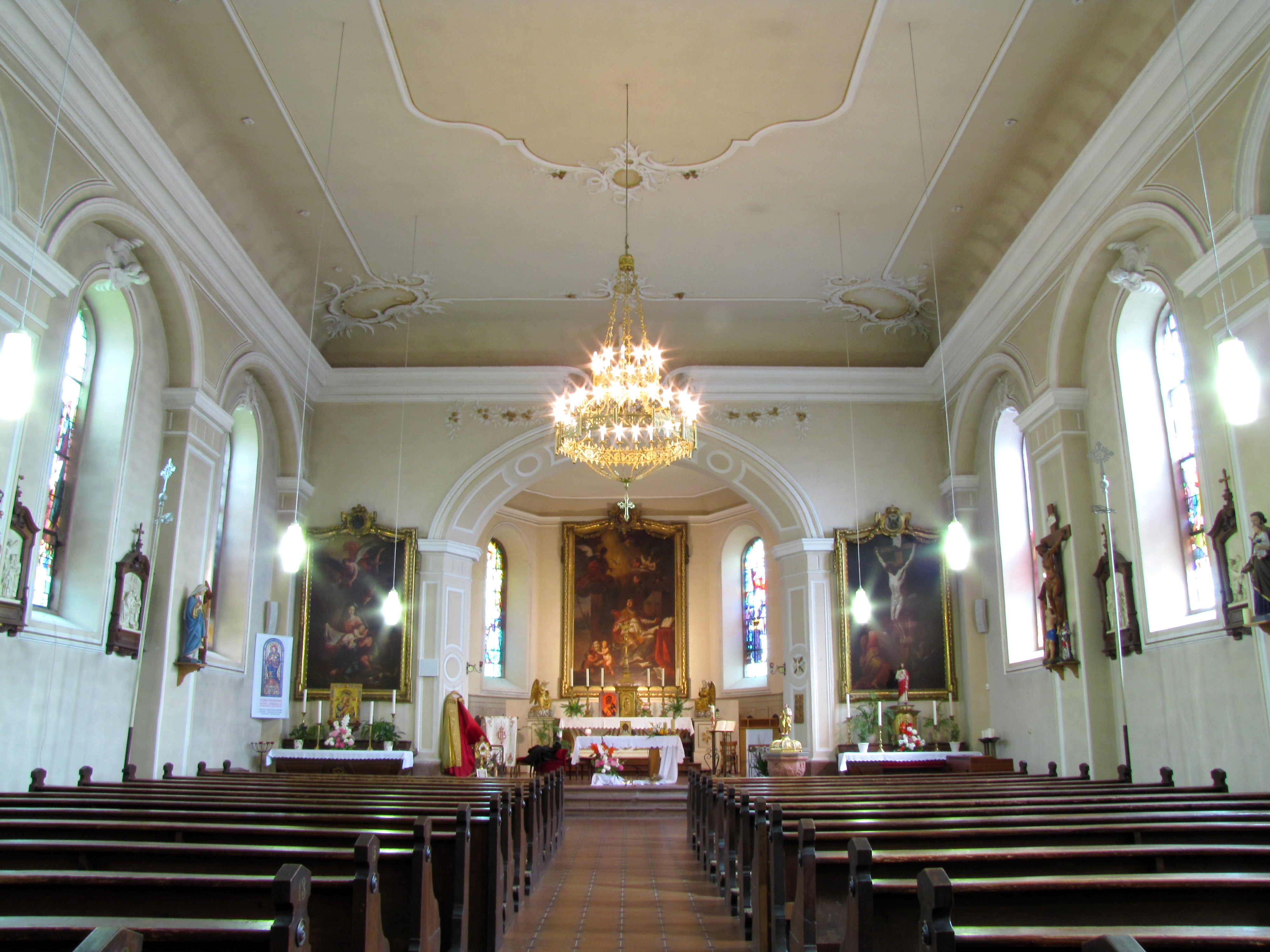
Vue intérieure de la nef vers le chœur avec le plafond stuqué.
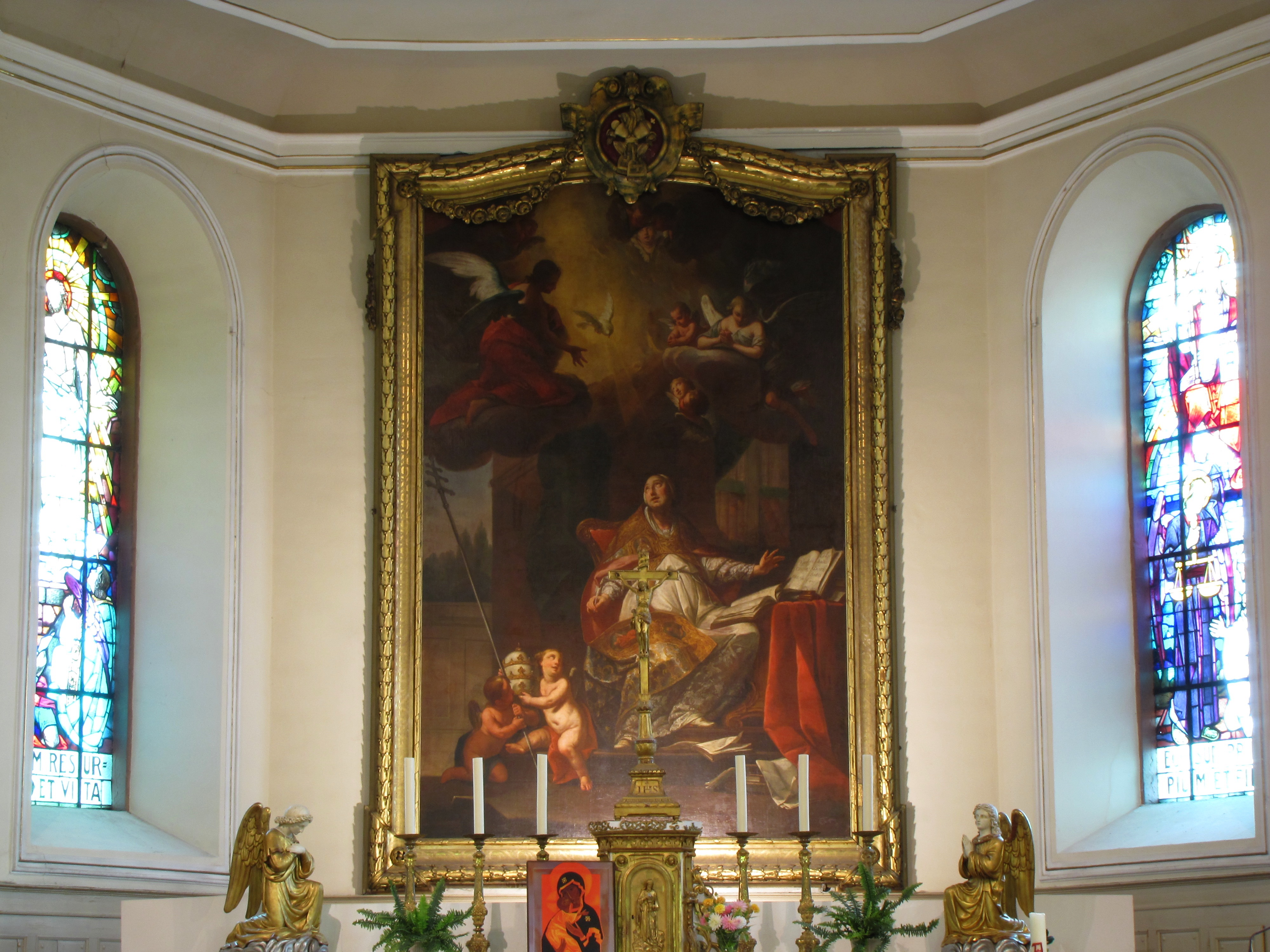
Maître-autel avec tableau « Saint Grégoire » (1780).
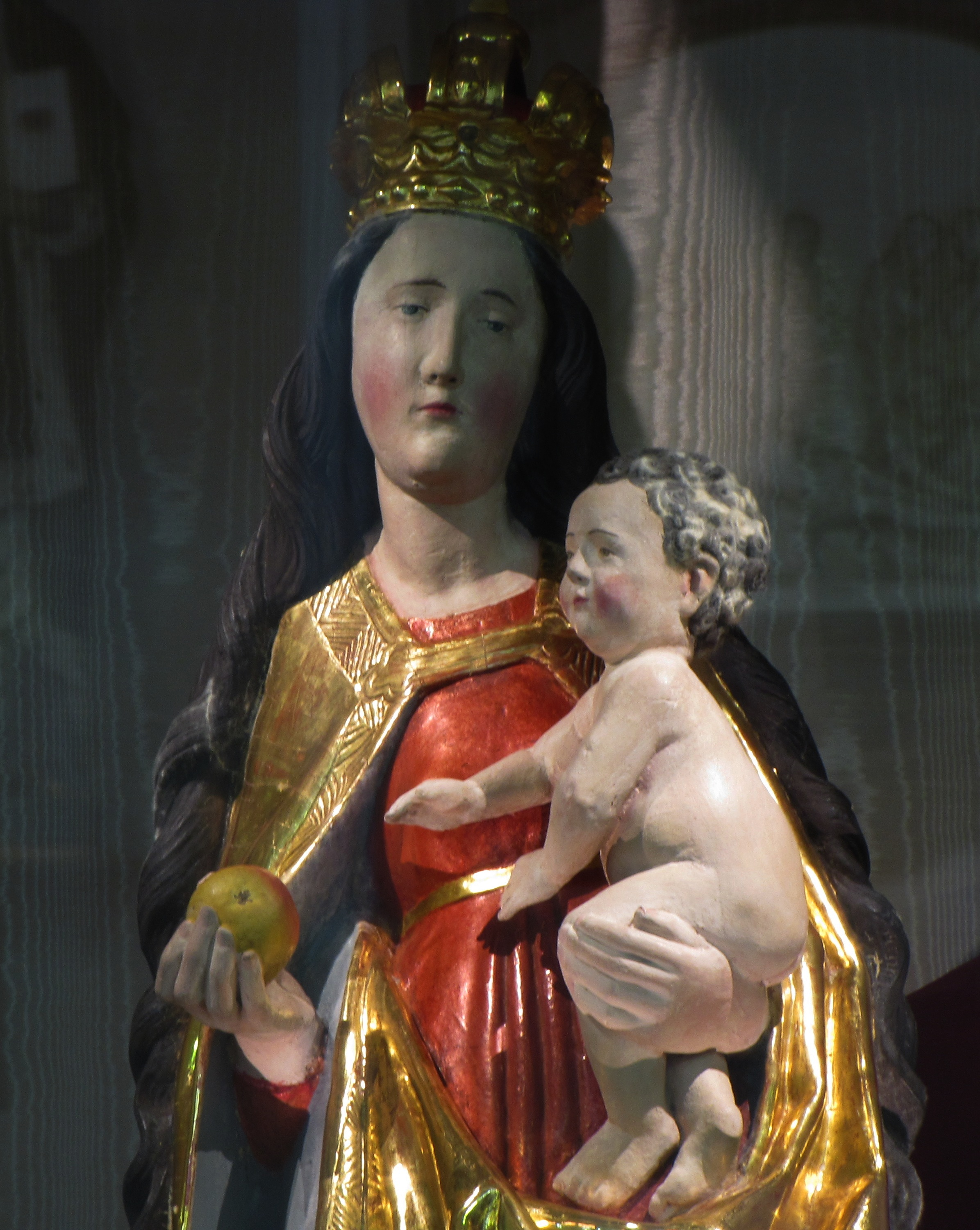
Vierge à l'enfant (XVe-XVIe).
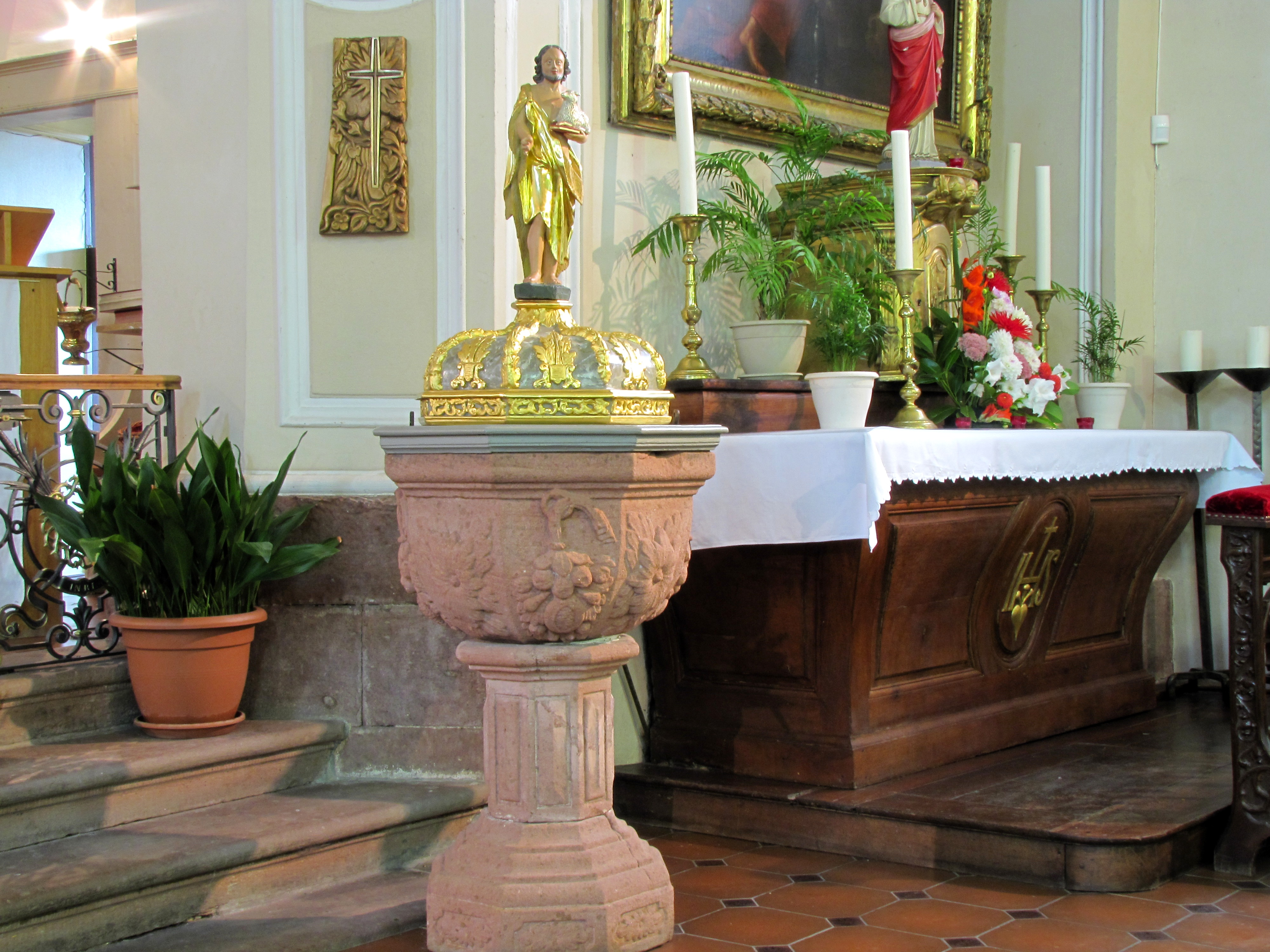
Fonts baptismaux (XVIIe-XVIIIe).

### Autres bâtiments

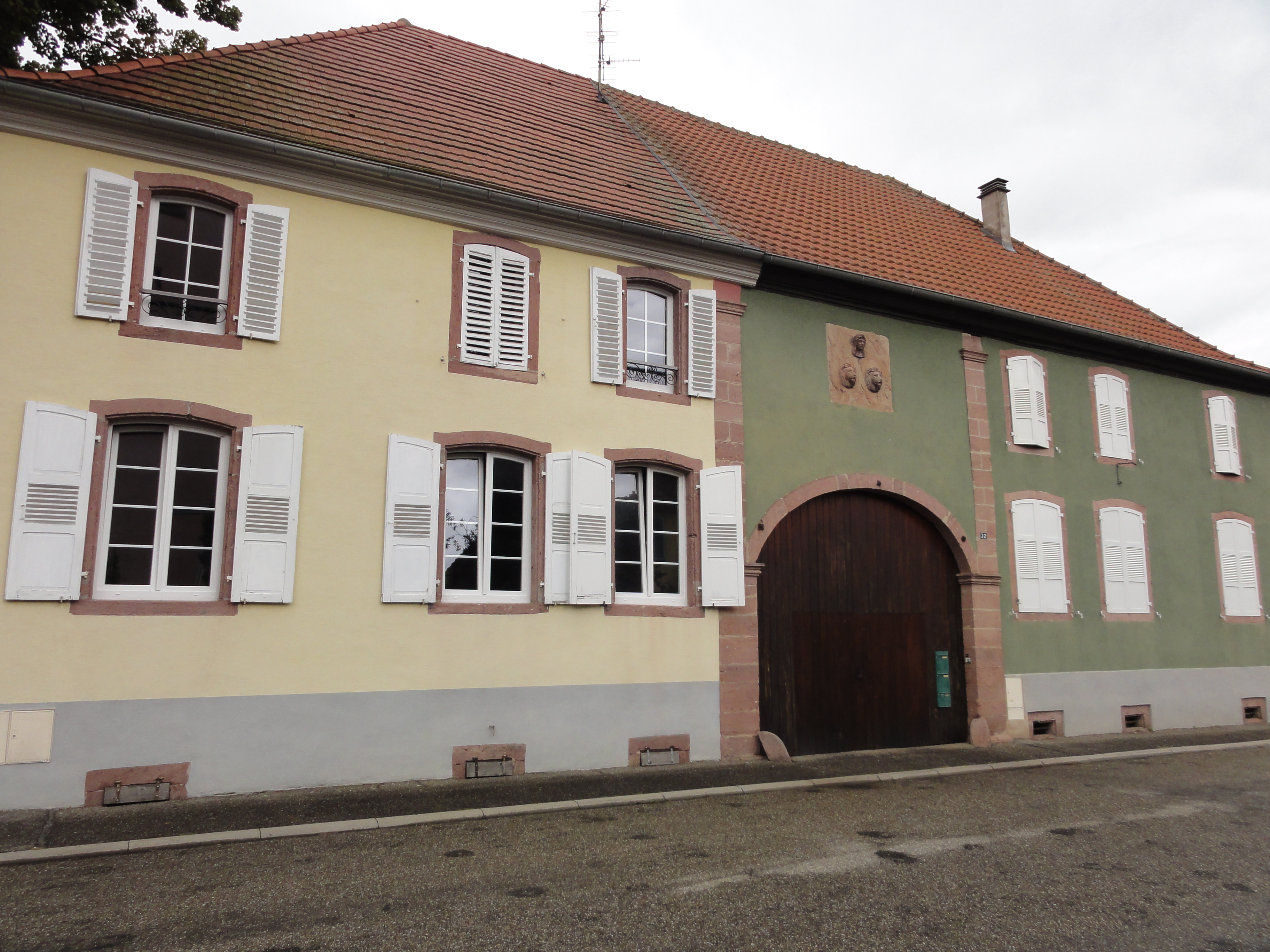
Ferme (XVIIIe -XIXe), 32-34 rue de l'Église.

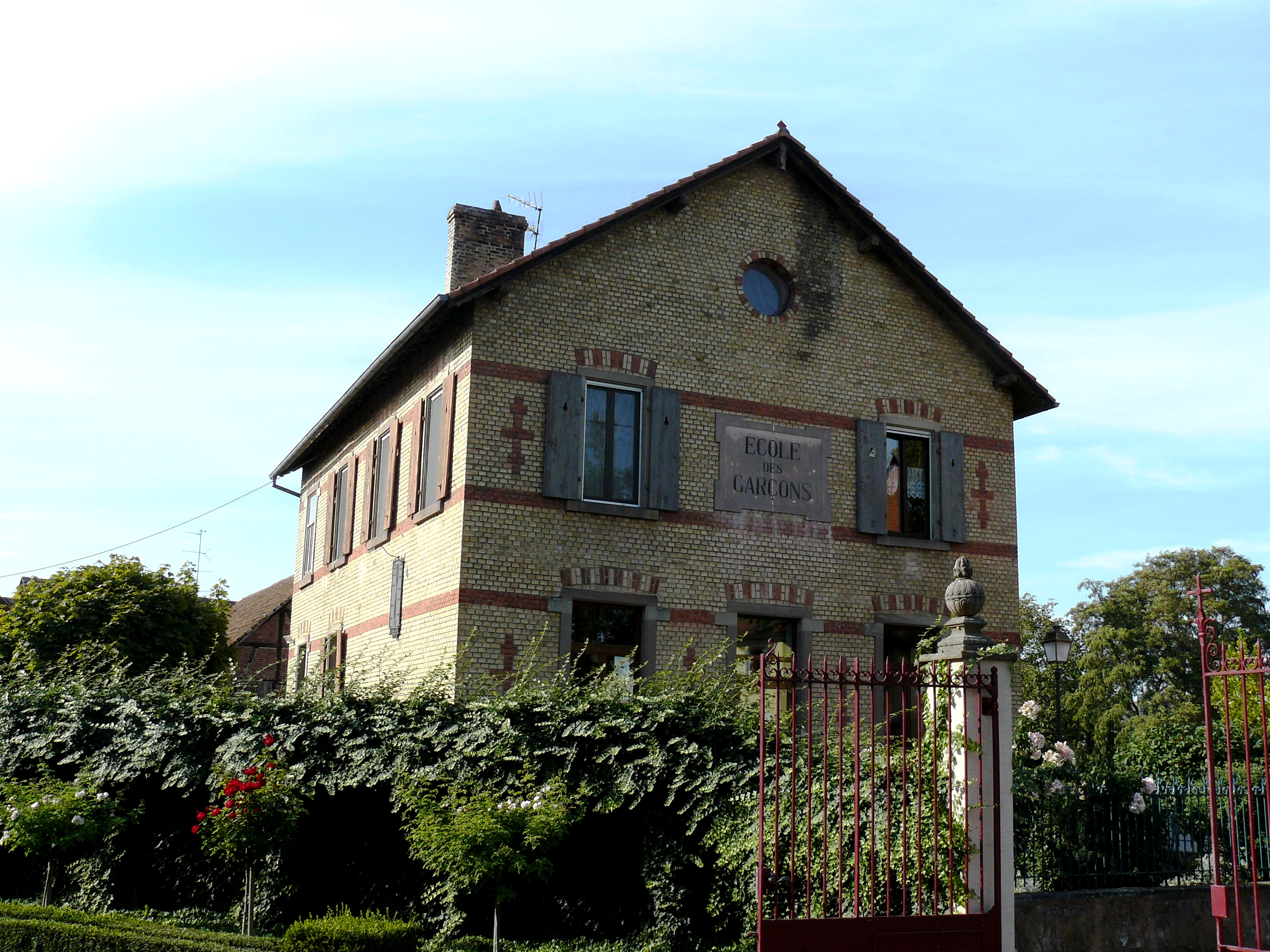
École de garçons d'Ohnenheim.

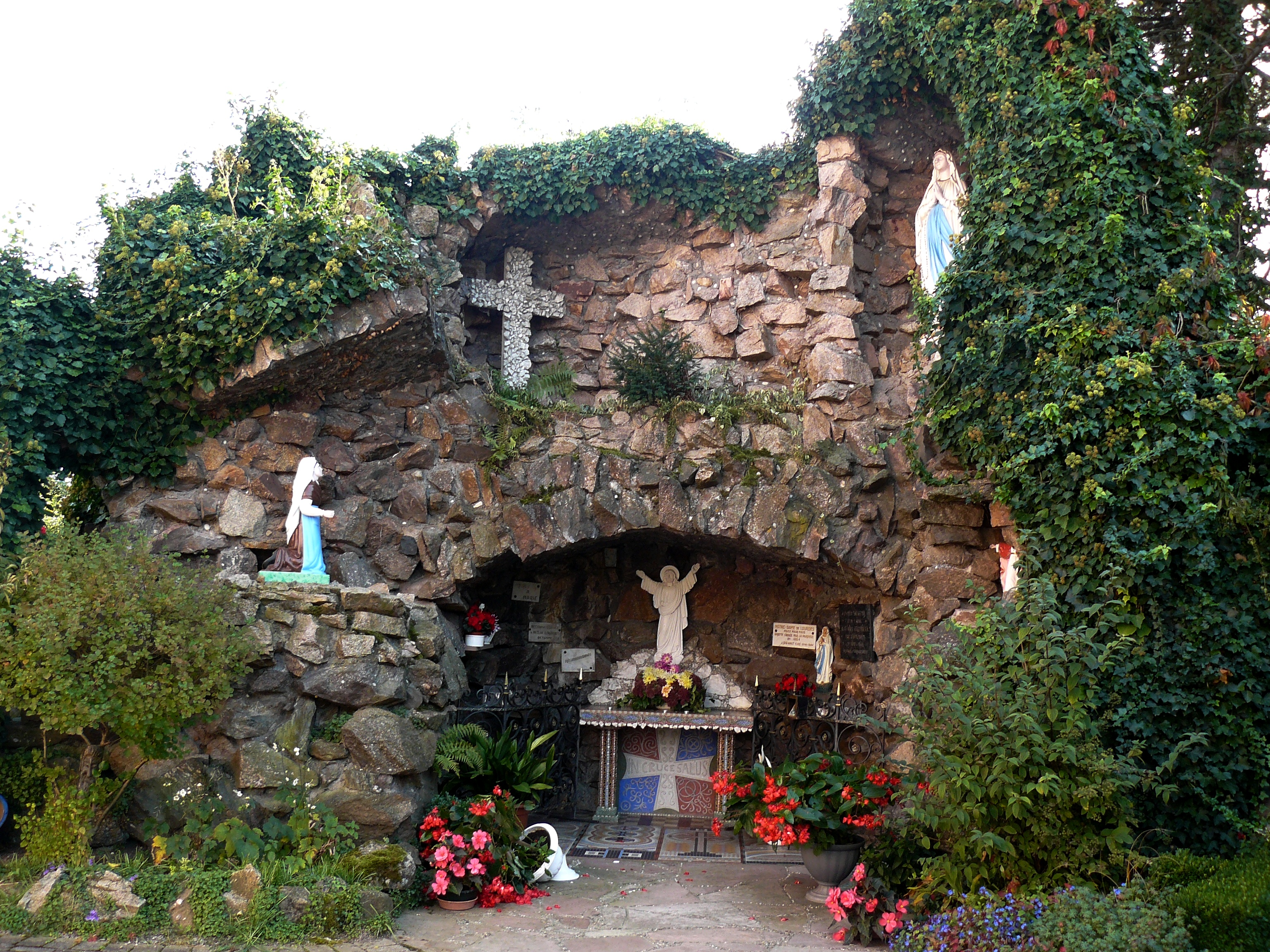
Grotte de Lourdes à côté de l'église d'Ohnenheim.

- Maison du XVIIe siècle, 74 rue du Général-de-Gaulle.
- Ancien relais de la poste (1700), 13 route de Mackenheim.
- Maison de la dîme (XVIIe siècle) au 32-34 rue de l'Église : l'abbaye de Munster possédait de nombreux biens fonciers dans la commune, ainsi que le droit de nommer les prêtres. Pour percevoir la dîme, elle utilisait la cour colongère située juste en face de l'église qui possède une grande porte charretière transformée par la suite en maison de la dîme. À l'arrière de cette propriété, on peut encore apercevoir l'ancienne grange dîmière qui n'a presque pas bougé depuis l'époque.
- Séchoir à tabac (1864).
- École des garçons (XIXe siècle)[25].
- Mairie (XIXe siècle).
- Moulin sur la Blind, rue du Moulin.